# Gwiazdozbiory historyczne
Gwiazdozbiory historyczne – dawne gwiazdozbiory w europejskiej tradycji astronomicznej. Dziś nie należą do 88 gwiazdozbiorów Międzynarodowej Unii Astronomicznej, które określa się oficjalnie mianem gwiazdozbiór.